# Erebia ero
Erebia ero är en fjärilsart som beskrevs av Bremer 1861. Erebia ero ingår i släktet Erebia och familjen praktfjärilar. Inga underarter finns listade i Catalogue of Life.